# 피라진
피라진(영어: pyrazine)은 분자식이 C4H4N2인 방향족 헤테로고리 유기 화합물이다. 피라진은 점군 D2h를 갖는 대징 분자이다. 피라진은 피리딘, 피리다진 및 피리미딘보다 덜 염기성이다.
페나진과 같은 유도체는 항종양제, 항생제 및 이뇨 작용으로 잘 알려져 있다. 피라진 및 다양한 알킬피라진은 제빵 및 로스팅 제품에서 발견되는 방향족 화합물이다. 테트라메틸피라진은 사람의 다형핵 백혈구에서 초과산화물을 제거하고 일산화 질소의 생성을 감소시키는 것으로 보고되었다.

## 합성
피라진 및 그의 유도체들의 유기 합성을 위한 많은 방법들이 존재한다. 이들 방법들 중 일부는 여전히 사용되고 있는 가장 오래된 합성 반응들 중 하나이다.
슈테델-루그하이머(Staedel–Rugheimer) 피라진 합성(1876년)에서 2-클로로아세토페논은 암모니아와 반응하여 아미노 케톤으로 전환된 다음 응축되고 피라진으로 산화된다. 변형인 구트네흐트(Gutknecht) 피라진 합성(1879년)도 이러한 자체 축합에 기초하지만, 알파-케토 아민이 합성되는 방식은 상이하다.
|  |

또 다른 변형으로 가스탈디(Gastaldi) 합성(1921년)이 있다.
|  |

## 같이 보기
- 알킬피라진
- 벤젠 – 질소 원자가 없는 유사체
- 메톡시피라진
- 피리다진 – 1번 위치와 2번 위치에 질소 원자가 있는 유사체
- 피리딘 – 1번 위치에 1개의 질소 원자가 있는 유사체
- 피리미딘 – 1번 위치와 3번 위치에 질소 원자가 있는 유사체
- 단순 방향족 고리